# La Mise au tombeau d'après Titien
 (avril 2016).
La Mise au tombeau d'après Titien  est une œuvre d'Eugène Delacroix réalisée en 1820. Ce tableau est une copie d'une œuvre de Titien.

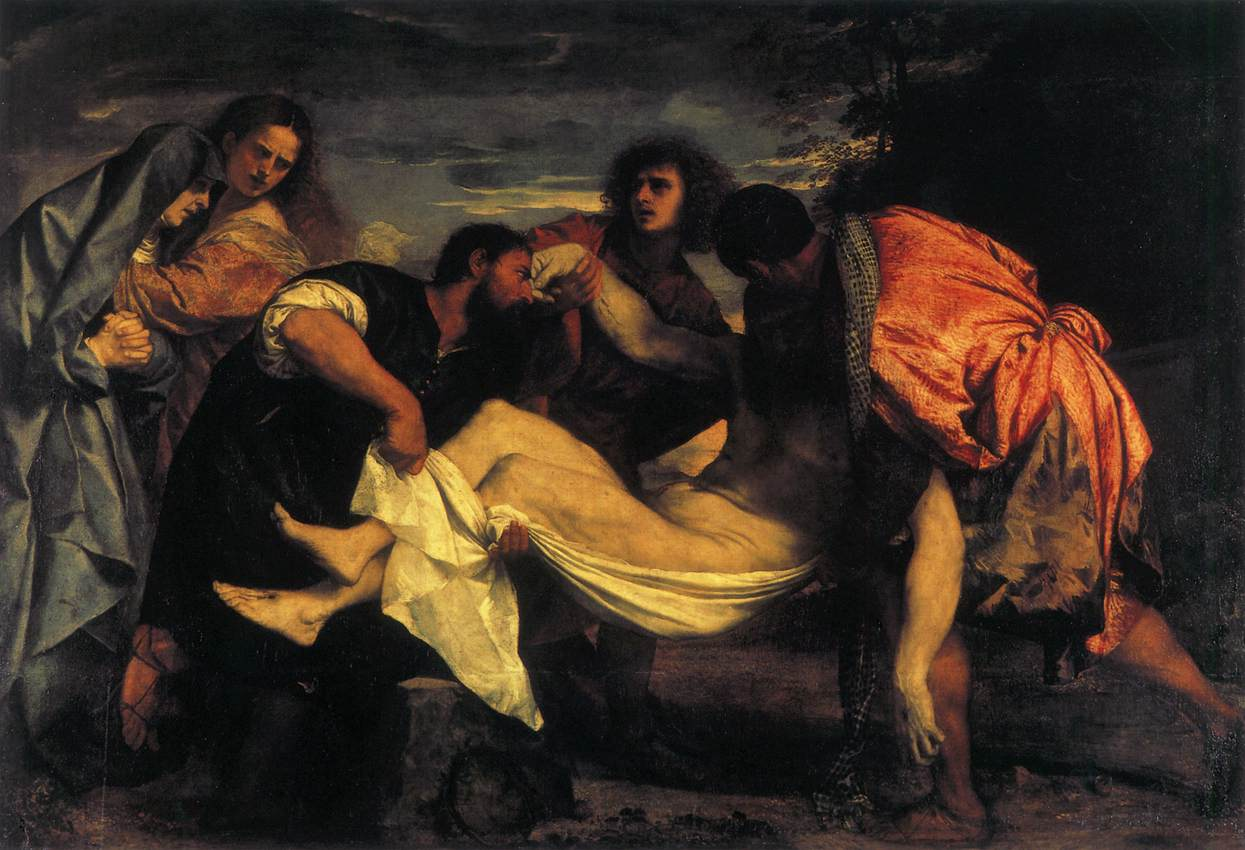
Le Transport du Christ vers le tombeau
Tableau du Titien, vers 1520
Musée du Louvre.

## Historique de l'œuvre
Ce tableau est une copie de la peinture de Titien, nommée Le Transport du Christ au tombeau conservé au Louvre. Il s’inscrit dans une longue liste de copies du tableau du Titien. Le Transport du Christ vers le tombeau a été peint pour la famille Gonzague de Mantoue (grande famille italienne). C’est une toile inspirée par Raphaël, contemporain de Titien, mais ce dernier a insufflé à l’œuvre une portée dramatique, propre, dans le sens ou celle-ci est contenue : ciel crépusculaire, utilisation particulière du jeu entre l’ombre et la lumière, la Vierge Marie, brisée de douleur devant le corps de Jésus-Christ, est peinte avec beaucoup de compassion. Delacroix s’est attaqué à cette peinture car il a été frappé par une sorte de froideur, de sécheresse dans l’œuvre de Titien. Il dit être saisi par « l’insignifiance et la platitude du tableau ».  La Mise au tombeau d’après Titien fut léguée par Eugène Delacroix à Paul Chenavard, un de ses élèves. Chenavard en fit lui-même don au musée des Beaux-Arts de Lyon en 1881. Ce tableau fut restauré en 1979 par Alain G. Boissonnas, faisant l’objet d’un rentoilage aqueux respectant le format original.

## Description
La Vierge Marie est représentée à gauche du tableau. Elle est habillée d’un voile vert, symbole de la fécondité. Contrairement à Titien qui l’a vêtue d’un voile bleu, symbolisant la foi, la fidélité, la chasteté et la loyauté. Abattue, elle est soutenue par Marie Madeleine. Là encore, Delacroix n’a pas reproduit les vêtements de la même couleur que sur l’œuvre de Titien. La peinture de ce dernier représente Marie Madeleine habillée avec de l'orangé, couleur intime et accueillante, symbole de son soutien qu’elle apporte à Marie. Delacroix nous l’a présente en jaune, qui peut être interprété comme la représentation de sa foi et de sa jeunesse. L’apôtre Jean tient le bras de Jésus-Christ, habillé en rouge comme le sont les cardinaux. Le Christ est porté par Joseph d’Arimathie et Nicodème. Joseph d’Arimathie est vêtu de vert, symbole de la religion (Delacroix l’a reproduit comme Titien l’a peint) et Nicodème porte les mêmes couleurs que Marie Madeleine. Il est un des premiers apôtres de Jésus, il représente ainsi « l’attachement » que portent les Hommes au Christ. Jésus, personnage central du tableau, est représenté avec un corps livide sans que l’on puisse distinguer sa tête. Ce qui accentue le côté tragique de la scène.

## Analyse

### Choix du sujet
La mise au tombeau d’Eugène Delacroix est une copie de l’œuvre de Titien portant le même nom. Pour Delacroix, copier une œuvre lui permet une étude plus approfondie de la composition, des couleurs, du clair-obscur et surtout de la technique des maîtres anciens. Ce goût des copies lui a été transmis par Théodore Géricault.

### Réalisation de l’œuvre
Avant Delacroix, Théodore Géricault avait aussi peint une copie de La Mise au tombeau d’après Titien. Ces deux copies sont très distinctes. Géricault va d’abord avoir tendance à grossir les têtes, sa représentation de la scène semble plus énergique, froide et satinée en comparaison de l’œuvre de Titien. Delacroix traduit la mise au tombeau du Christ d’une façon plus mélodique, cuivrée et c’est, peut-être, celle qui s’accorde le mieux au prototype. Cette œuvre de Delacroix a été peinte en 1820, bien que certains chercheurs l’attribuent aux années 1850. Pourtant, certains détails prouvent que le peintre a réalisé La Mise au tombeau d’après Titien dans sa jeunesse : l’exécution fine et attentive ainsi que les quelques incertitudes au niveau des visages masculins. 

## Postérité
La Mise au tombeau d'Eugène Delacroix s'inscrit quand une longue série de copies. Cette œuvre de Titien a également été copiée par Théodore Géricault (peinture exposée au Musée du Louvre, à Paris) et par Henri Fantin-Latour (exposée au Fitzwilliam Museum à Cambridge).